# Баду Бонсу II
Баду Бонсу II (англ. Badu Bonsu II) —  вождь Аанты и король Ганы, казнённый в 1838 году голландцами, которые в то время контролировали Голландский Золотой Берег

## Восстание против голландцев
В 1837 году Баду Бонсу II восстал против голландского правительства и убил нескольких офицеров, в том числе исполняющего обязанности губернатора 23-летнего Хендрика Тоннебойера. Голландское правительство использовало Бутрский договор в качестве основы для военных действий против Баду Бонсу, и экспедиционный корпус был отправлен в Аанту. Договор в Бутре был подписан 27 августа 1656 года. Он регулировал юрисдикцию Нидерландов и Голландской Вест-Индской компании над городом Бутре и его окрестностями, а также протекторат Голландии в Верхней Аанте и её окрестностях.  В последовавшей войне король был схвачен, приговорён за убийство к смерти  и повешен. Голландцы дезорганизовали государство Аанта, назначив своего коменданта Форта Батенштейн в Бутре регентом, удерживая страну под строгим контролем с расширенным военным и гражданским присутствием. После казни короля Баду Бонсу его тело было осквернено, когда голландский хирург удалил ему голову. Голова была доставлена в Нидерланды, где вскоре была потеряна на более чем столетие.

## Находка и возвращение головы
Голова была заново найдена в Медицинском центре Лейденского университета   в Нидерландах голландским писателем Артуром Жапином, который изучал историю Баду Бонсу и его головы для своего романа «Чёрный с белым сердцем». Жапин нашёл голову в 2005 году, хранившуюся в формальдегиде в одном из хранилищ.  В октябре 2008 года президент Ганы Джон Куфуор нанёс государственный визит в Нидерланды, в ходе переговоров затронув и тему головы короля Бонсу. В марте 2009 года правительственные чиновники Нидерландов объявили, что она будет возвращена на родину для надлежащего захоронения, обещание было выполнено 23 июля 2009 года после церемонии, проведённой в Гааге.  О местонахождении остального тела короля ничего не известно.

## См.также
- Голландско-аантская война